# Ровное (Сакский район)
Ро́вное (до 1948 года Кучу́к-Токсаба́, также Новая Токсаба; укр. Рівне, крымскотат. Küçük Toq Saba, Кучюк Токъ Саба) — исчезнувшее село в Сакском районе Республики Крым (согласно административно-территориальному делению Украины — Автономной Республики Крым), располагавшееся на северо-востоке района, в степной части Крыма, примерно в 2,5 километрах западнее современного села Зерновое.

### Динамика численности населения
| - 1806 год — 67 чел. - 1864 год — 67 чел. - 1889 год — 212 чел. - 1892 год — 94 чел. | - 1900 год — 26 чел. - 1915 год — 8/51 чел. - 1926 год — 100 чел. |

## История
Первое документальное упоминание села встречается в Камеральном Описании Крыма… 1784 года, судя по которому, в последний период Крымского ханства Отар Ток Задин входил в Каракуртский кадылык Бахчисарайского каймаканства. После присоединения Крыма к России (8) 19 апреля 1783 года, (8) 19 февраля 1784 года, именным указом Екатерины II сенату, на территории бывшего Крымского Ханства была образована Таврическая область и деревня была приписана к Евпаторийскому уезду. После Павловских реформ, с 1796 по 1802 год, входила в Акмечетский уезд Новороссийской губернии. По новому административному делению, после создания 8 (20) октября 1802 года Таврической губернии, Кучук-Токсаба был включён в состав Тулатской волости Евпаторийского уезда.
По Ведомости о волостях и селениях, в Евпаторийском уезде с показанием числа дворов и душ… от 19 апреля 1806 года в деревне Кучук-Токсаба числилось 8 дворов и 67 жителей, все крымские татары. На военно-топографической карте генерал-майора Мухина 1817 года обозначены 2 деревни Ток саба: западная пустующая и восточная (по расположению — Кучук-Токсаба) с 8 дворами. После реформы волостного деления 1829 года Ток-Саба, согласно «Ведомости о казённых волостях Таврической губернии 1829 года», отнесли к Темешской волости (переименованной из Тулатской). На карте 1836 года в деревне 10 дворов, а на карте 1842 года Кучук-Токсаба обозначена условным знаком «малая деревня» (это означает, что в ней насчитывалось менее 5 дворов).
В 1860-х годах, после земской реформы Александра II, деревню приписали к Абузларской волости. Согласно «Памятной книжке Таврической губернии за 1867 год», деревня Кучук Токсаба была покинута жителями в 1860—1864 годах — в результате эмиграции крымских татар, особенно массовой после Крымской войны 1853—1856 годов, в Турцию, после чего вновь заселена татарами. В «Списке населённых мест Таврической губернии по сведениям 1864 года», составленном по результатам VIII ревизии 1864 года, Кучук-Токсаба — владельческая татарская деревня, с 7 дворами, 67 жителями и мечетью при колодцах. По обследованиям профессора А. Н. Козловского 1867 года, вода в колодцах деревни была пресная, а их глубина достигала 21—26 саженей (44—54 м). На трёхверстовой карте Шуберта 1865—1876 годов в деревне Кучук-Токсаба показаны те же 7 дворов. В «Памятной книге Таврической губернии 1889 года», включившей результаты Х ревизии 1887 года, Биюк-Таксаба записана вместе с Кучук-Токсабой, с 36 дворами и 212 жителями. Согласно «…Памятной книжке Таврической губернии на 1892 год», в деревне Кучук-Токсаба, не входившей ни в одно сельское общество, числилось 94 жителя в 19 домохозяйствах. Судя по доступным историческим документам, в эти годы в деревне сменилось население — крымскими немцами-лютеранами была основана немецкая колония.
Земская реформа 1890-х годов в Евпаторийском уезде прошла после 1892 года; в результате Кучук-Токсабу (записано как Токсаба-Кучук) приписали к Камбарской волости. По «…Памятной книжке Таврической губернии на 1900 год» в деревне числилось 26 жителей в 5 дворах. На 1914 год в селении действовала меннонитская школа грамоты. По Статистическому справочнику Таврической губернии. Ч.II-я. Статистический очерк, выпуск пятый Евпаторийский уезд, 1915 год, в деревне Кучук-Токсаба Камбарской волости Евпаторийского уезда числилось 9 дворов (все дворы безземельные) с немецким населением в количестве 8 человек приписных жителей и 51 — «посторонних», из которых 35 мужчин и 24 женщин. Жители землёй не владели, в хозяйствах имелось 60 лошадей, 20 волов, 35 коров и 36 голов мелкого скота.
После установления в Крыму Советской власти, по постановлению Крымревкома от 8 января 1921 года была упразднена волостная система, и село включили в состав вновь созданного Подгородне-Петровского района Симферопольского уезда, а в 1922 году уезды получили название округов. 11 октября 1923 года, согласно постановлению ВЦИК, в административное деление Крымской АССР были внесены изменения, в результате которых был ликвидирован Подгородне-Петровский район и образован Симферопольский, в состав которого и включили село. Согласно Списку населённых пунктов Крымской АССР по Всесоюзной переписи 17 декабря 1926 года, в селе Ток-Саба-Кучук (Кучук-Ток-Саба), в составе упразднённого к 1940 году Джума-Абламского сельсовета Симферопольского района, числилось 17 дворов, все крестьянские, население составляло 100 человек, из них 59 немцев, 25 русских, 1 украинец, 1 болгарин, 14 записаны в графе «прочие». Постановлением КрымЦИКа от 15 сентября 1930 года был создан Биюк-Онларский район (указом Президиума Верховного Совета РСФСР № 621/6 от 14 декабря 1944 года переименованный в Октябрьский), как немецкий национальный (лишённого статуса национального постановлением Оргбюро ЦК КПСС от 20 февраля 1939 года) район, в который включили село. Постановлением президиума КрымЦИК от 26 января 1935 года «Об образовании новой административной территориальной сети Крымской АССР» был создан Сакский район, и Кучук-Токсабу включили в его состав. Вскоре после начала Великой Отечественной войны, 18 августа 1941 года крымские немцы были выселены — сначала в Ставропольский край, а затем в Сибирь и северный Казахстан.
После освобождения Крыма от фашистов, 12 августа 1944 года было принято постановление № ГОКО-6372с «О переселении колхозников в районы Крыма», по которому в район из Курской и Тамбовской областей РСФСР в район переселялись 8100 колхозников, а в начале 1950-х годов последовала вторая волна переселенцев из различных областей Украины. С 25 июня 1946 года Кучук-Токсаба в составе Крымской области РСФСР. Указом Президиума Верховного Совета РСФСР от 18 мая 1948 года Кучук-Токсабу переименовали в Ровное. С 25 июня 1946 года Ровное находилось в составе Крымской области РСФСР, а 26 апреля 1954 года Крымская область была передана из состава РСФСР в состав УССР. Время включения в состав Симферопольского района пока не установлено: на 15 июня 1960 года село числилось в его составе в Крымском сельсовете (созданном 13 апреля 1960 года). На 1 января 1968 года село, вместе с советом, в Сакском районе, ликвидировано в период к 1968 году, как село Крымского сельсовета.